# Tim Wenderoth
Tim Wenderoth (* 1971 in der hessischen Wetterau) ist ein Pseudonym für einen deutschsprachigen Schriftsteller und Staatsbediensteten. Wenderoth macht ein Geheimnis aus seiner Identität, denn er möchte anonym bleiben.

## Leben
Wenderoth ist gelernter Maschinenschlosser mit anschließender Weiterbildung zum Staatlich geprüften Techniker. Neben seinen hauptberuflichen Tätigkeiten als Staatsbediensteter schreibt er in seiner Freizeit als Autor für verschiedene Verlage.
Seit seiner Schulzeit schreibt Wenderoth nebenberuflich Geschichten aller Art, die zumeist unter verschiedenen Pseudonymen veröffentlicht werden. Er hat unter anderem 2011 als Tim Wenderoth für den Kosmos-Verlag an der Serie Die drei ??? und für das Label Europa einige Fälle für die Hörspielserie DiE DR3i geschrieben.
Er ist Vater eines Sohnes.

## Werke
Bislang hatte er in fast jeder von ihm geschriebenen Hörspielfolge einen kleinen Gastauftritt. In DiE DR3i – Zug um Zug ist er als Doc Brown, in DiE DR3i – Der kopflose Reiter als Lastwagenfahrer und in Die drei ??? und der DreiTag als Bedienung zu hören.
| Serie        | Folge   | Titel                                     | Jahr |
| ------------ | ------- | ----------------------------------------- | ---- |
| DiE DR3i     | 4       | Zug um Zug                                | 2006 |
| DiE DR3i     | 7       | … und der kopflose Reiter                 | 2007 |
| TKKG         | 167     | Der Unsichtbare                           | 2009 |
| Die drei ??? | Special | … und der DreiTag – Im Zeichen der Ritter | 2010 |